# Krępsko (jezioro)
Krępsko (kaszb. Jezoro Krãpskò) – przepływowe jezioro rynnowe położone na północnym skraju Pojezierza Północnokrajeńskiego ("Obszar Chronionego Krajobrazu Jezior Krępsko i Szczytno"), na obszarze gminy Człuchów, powiat człuchowski, województwo pomorskie, o ogólnej powierzchni 377,3 ha i silnie rozwiniętej linii brzegowej z dwiema zatokami rozdzielonymi dużym półwyspem (m.in. pozostałości po wczesnośredniowiecznym grodzisku). Akwen jeziora jest połączony ciekami wodnymi z jeziorami Orzechowo i Szczytno Wielkie (przesmykiem lądowym przebiega trasa drogi krajowej nr 25) stanowiąc tzw. zespół jezior Szczycieńskich.